# Ле-Бати
Ле-Бати́ (фр. Les Bâties) — коммуна во Франции, находится в регионе Франш-Конте. Департамент — Верхняя Сона. Входит в состав кантона Жи. Округ коммуны — Везуль.
Код INSEE коммуны — 70053.

## География
Коммуна расположена приблизительно в 310 км к юго-востоку от Парижа, в 31 км севернее Безансона, в 24 км к юго-западу от Везуля.
По территории коммуны протекает река Жуан (фр. Jouanne).

## Население
Население коммуны на 2010 год составляло 79 человек.
| 1962 | 1968 | 1975 | 1982 | 1990 | 1999 | 2010 |
| ---- | ---- | ---- | ---- | ---- | ---- | ---- |
| 104  | 106  | 92   | 86   | 65   | 74   | 79   |

## Экономика

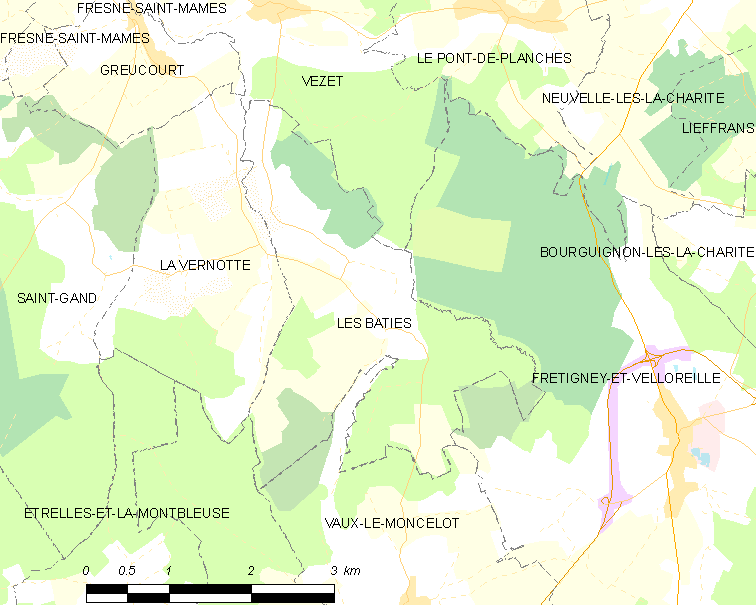
Карта коммуны

В 2010 году среди 44 человек трудоспособного возраста (15—64 лет) 28 были экономически активными, 16 — неактивными (показатель активности — 63,6 %, в 1999 году было 74,5 %). Из 28 активных жителей работали 26 человек (13 мужчин и 13 женщин), безработными было 2 (1 мужчина и 1 женщина). Среди 16 неактивных 6 человек были учениками или студентами, 5 — пенсионерами, 5 были неактивными по другим причинам.